# Инголлс, Дэниел
Дэ́ниел Ге́нри Холмс Инго́ллс-старший (англ. Daniel Henry Holmes (H. H.) Ingalls, Sr., 4 мая 1916 — 17 июля 1999) — американский индолог и санскритолог. Доктор, профессор Гарвардского университета, член Американского философского общества (1961).

## Биография
Родился и вырос в Нью-Йорке. Получил в Гарвардском университете в 1936 году бакалавра гуманитарных наук по греческому языку и латыни, и в 1939 году под научным руководством Уиллард Ван Орман Куайна магистра гуманитарных наук по математической логике. Во время Второй мировой войны в 1942–1944 годах служил офицером в Управлении стратегических служб, занимаясь перехватом и расшифровкой японских радиограмм. После окончания войны преподавал санскрит в Гарвардском университете. Получил известность за свой комментированный перевод санскритской поэзии XI века авторства буддийского монаха Видьякары (An Anthology of Sanskrit Court Poetry). Инголлс изучал санскрит под руководством Шиврама Даттатрея Джоши. Учениками Инголлса были многие известные индологи: Филлис Гранофф, Уэнди Донигер, Джеффри Муссаефф Массон, Бимал Кришна Матилал, Индира Вишванатан Петерсон, Дэвид Пингри, Шелдон Поллок, Карл Харрингтон Поттер, Роберт Турман, Джон С. Хоули, Дайана Эк. В 1950—1983 годах был главным редактором научной книжной серии Harvard Oriental Series.
Дэниел Инголлс — отец Дэна Инголлса (известного учёного, одного из создателей объектно-ориентированного языка программирования Smalltalk) и писательницы Рэйчел Инголлс.